# Distretto di Yenişehir (Bursa)
Il distretto di Yenişehir (in turco Yenişehir ilçesi) è uno dei distretti della provincia di Bursa, in Turchia.